# Retour des cendres

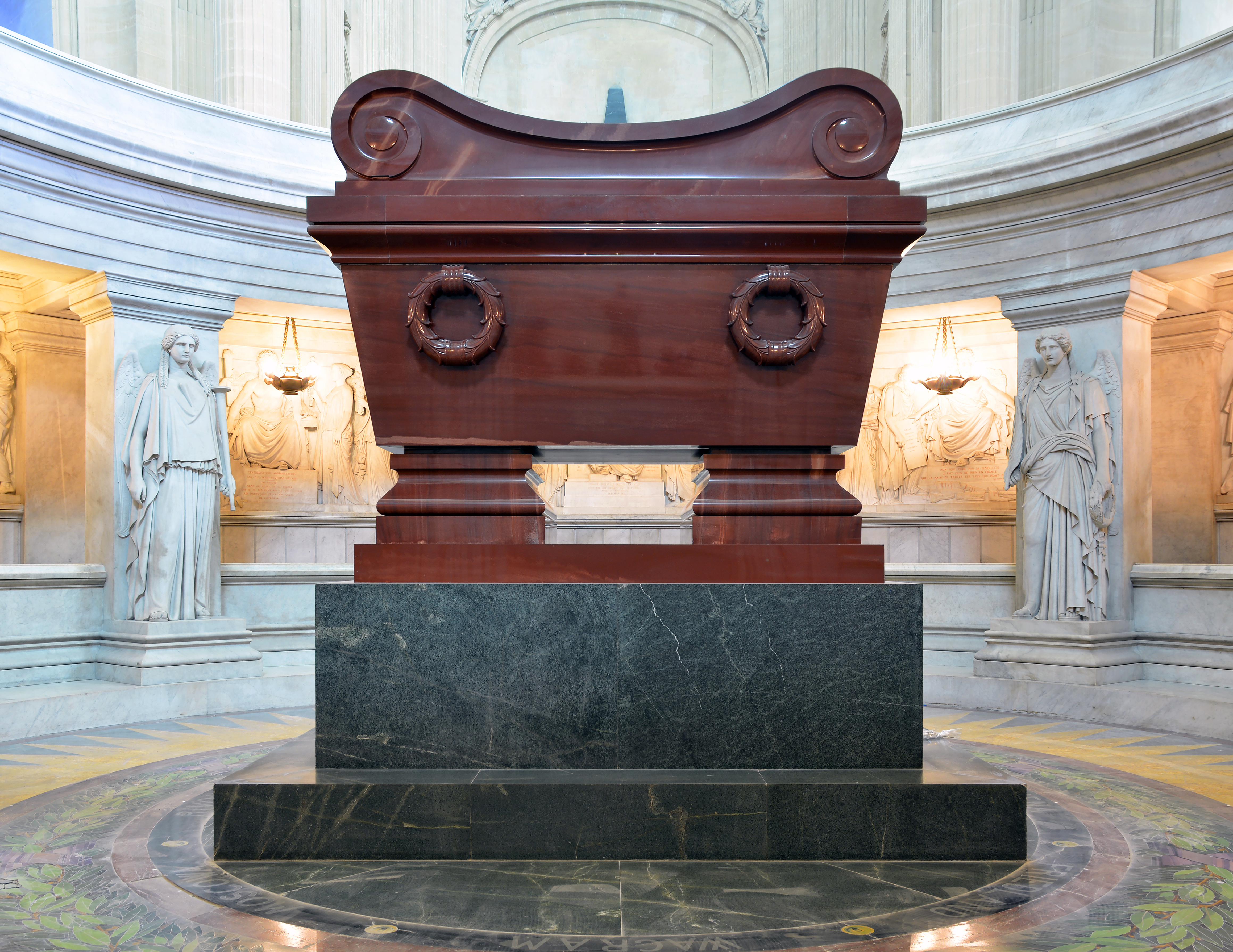
A tumba de Napoleão na Palácio dos Inválidos.

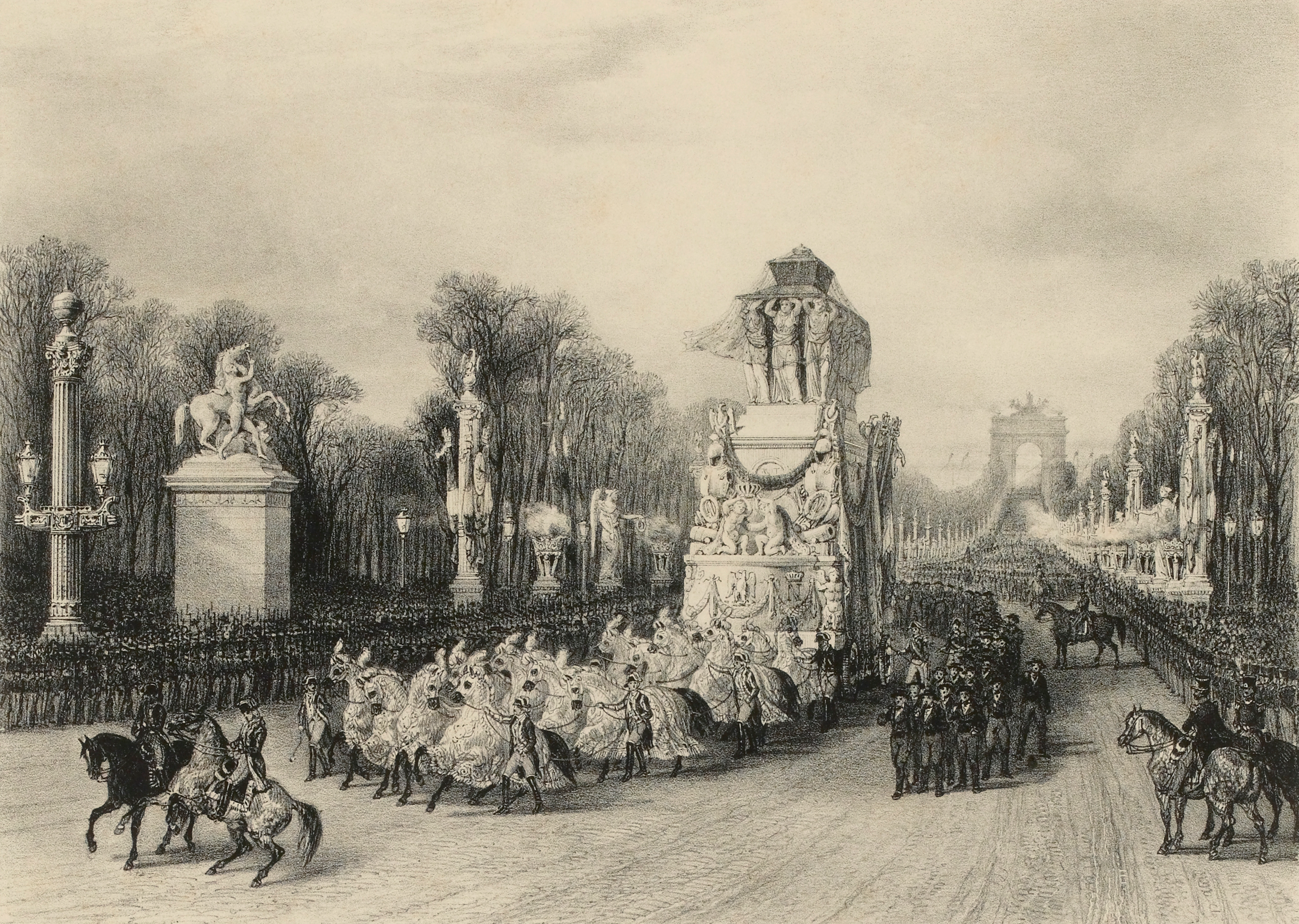
O cortejo funebre de Napoleão passando pela Champs-Élysées, Paul Joseph Dumouza e Pierre Frédéric Lehnert (1840).

O retour des cendres (retorno das cinzas) foi o retorno dos restos mortais do antigo imperador francês Napoleão I da ilha de Santa Helena para a França para ser enterrado no Hôtel des Invalides, em Paris, em 1840, por iniciativa do estadista Adolphe Thiers e do rei Luís Filipe I.